# 套件
套件是自行车上活动机械零件的统称，通常是指除车架、前叉、把立、车轮、轮胎、座垫、车把外的所有零件。
一般来说，包括以下部件：
- 变速器
- 刹车
- 拨链器
- 中轴
- 牙盘
- 链条
- 後變速盤（飞轮）

目前主流套件制造商有禧玛诺、速联以及康帕紐羅。